# Wereldkampioenschap superbike van Monza 1999
Het wereldkampioenschap superbike van Monza 1999 was de vijfde ronde van het wereldkampioenschap superbike en de vierde ronde van het wereldkampioenschap Supersport 1999. De races werden verreden op 30 mei 1999 op het Autodromo Nazionale Monza nabij Monza, Italië.

## Superbike

### Race 1
| Pos | Nr  | Rijder                | Constructeur | Rondes | Tijd                | Grid | Punten |
| --- | --- | --------------------- | ------------ | ------ | ------------------- | ---- | ------ |
| 1   | 1   | Carl Fogarty          | Ducati       | 18     | 32:13.009           | 6    | 25     |
| 2   | 5   | Colin Edwards         | Honda        | 18     | +0.120              | 1    | 20     |
| 3   | 7   | Pierfrancesco Chili   | Suzuki       | 18     | +0.547              | 3    | 16     |
| 4   | 11  | Troy Corser           | Ducati       | 18     | +11.131             | 2    | 13     |
| 5   | 111 | Aaron Slight          | Honda        | 18     | +13.953             | 9    | 11     |
| 6   | 41  | Noriyuki Haga         | Yamaha       | 18     | +14.937             | 7    | 10     |
| 7   | 4   | Akira Yanagawa        | Kawasaki     | 18     | +15.256             | 5    | 9      |
| 8   | 6   | Gregorio Lavilla      | Kawasaki     | 18     | +26.127             | 10   | 8      |
| 9   | 9   | Peter Goddard         | Aprilia      | 18     | +26.245             | 13   | 7      |
| 10  | 16  | Andreas Meklau        | Ducati       | 18     | +26.835             | 11   | 6      |
| 11  | 22  | Vittoriano Guareschi  | Yamaha       | 18     | +32.407             | 14   | 5      |
| 12  | 15  | Igor Jerman           | Kawasaki     | 18     | +44.295             | 15   | 4      |
| 13  | 19  | Lucio Pedercini       | Ducati       | 18     | +55.336             | 17   | 3      |
| 14  | 33  | Robert Ulm            | Kawasaki     | 18     | +55.429             | 16   | 2      |
| 15  | 38  | Lance Isaacs          | Ducati       | 18     | +1:23.758           | 27   | 1      |
| 16  | 55  | Mauro Lucchiari       | Yamaha       | 18     | +1:24.030           | 18   |        |
| 17  | 49  | Paolo Blora           | Ducati       | 18     | +1:24.653           | 25   |        |
| 18  | 53  | Redamo Assirelli      | Yamaha       | 18     | +1:41.022           | 24   |        |
| 19  | 64  | Kirk McCarthy         | Suzuki       | 18     | +1:47.816           | 22   |        |
| 20  | 26  | Jean-Pierre Jeandat   | Honda        | 18     | +1:47.823           | 23   |        |
| 21  | 23  | Jiří Mrkývka          | Ducati       | 17     | +1 ronde            | 30   |        |
| 22  | 40  | Giuliano Sartoni      | Ducati       | 17     | +1 ronde            | 32   |        |
| DNF | 21  | Katsuaki Fujiwara     | Suzuki       | 17     | Uitgevallen         | 8    |        |
| DNF | 57  | Stavros Stavroulakis  | Ducati       | 16     | Uitgevallen         | 28   |        |
| DNF | 54  | Giovanni Bussei       | Suzuki       | 11     | Uitgevallen         | 21   |        |
| DNF | 27  | Frédéric Protat       | Ducati       | 7      | Uitgevallen         | 19   |        |
| DNF | 58  | Christian Monsch      | Honda        | 7      | Ongeluk             | 31   |        |
| DNF | 20  | Doriano Romboni       | Ducati       | 2      | Ongeluk             | 4    |        |
| DNF | 39  | Alessandro Gramigni   | Yamaha       | 2      | Uitgevallen         | 20   |        |
| DNF | 44  | Alessandro Antonello  | Aprilia      | 0      | Uitgevallen         | 12   |        |
| DNS | 24  | Vladimír Karban       | Suzuki       | 0      | Niet gestart        | 26   |        |
| DNS | 59  | Paolo Malvini         | Ducati       | 0      | Niet gestart        | 29   |        |
| DNQ | 18  | Carlos Macias Perdomo | Ducati       | 0      | Niet gekwalificeerd |      |        |

### Race 2
| Pos | Nr  | Rijder                | Constructeur | Rondes | Tijd                | Grid | Punten |
| --- | --- | --------------------- | ------------ | ------ | ------------------- | ---- | ------ |
| 1   | 1   | Carl Fogarty          | Ducati       | 18     | 32:18.285           | 6    | 25     |
| 2   | 5   | Colin Edwards         | Honda        | 18     | +0.005              | 1    | 20     |
| 3   | 7   | Pierfrancesco Chili   | Suzuki       | 18     | +0.544              | 3    | 16     |
| 4   | 11  | Troy Corser           | Ducati       | 18     | +8.263              | 2    | 13     |
| 5   | 4   | Akira Yanagawa        | Kawasaki     | 18     | +12.449             | 5    | 11     |
| 6   | 41  | Noriyuki Haga         | Yamaha       | 18     | +12.478             | 7    | 10     |
| 7   | 6   | Gregorio Lavilla      | Kawasaki     | 18     | +12.764             | 10   | 9      |
| 8   | 16  | Andreas Meklau        | Ducati       | 18     | +28.721             | 11   | 8      |
| 9   | 21  | Katsuaki Fujiwara     | Suzuki       | 18     | +28.800             | 8    | 7      |
| 10  | 22  | Vittoriano Guareschi  | Yamaha       | 18     | +42.273             | 14   | 6      |
| 11  | 9   | Peter Goddard         | Aprilia      | 18     | +1:04.172           | 13   | 5      |
| 12  | 39  | Alessandro Gramigni   | Yamaha       | 18     | +1:17.755           | 20   | 4      |
| 13  | 44  | Alessandro Antonello  | Aprilia      | 18     | +1:21.877           | 12   | 3      |
| 14  | 38  | Lance Isaacs          | Ducati       | 18     | +1:23.867           | 27   | 2      |
| 15  | 55  | Mauro Lucchiari       | Yamaha       | 18     | +1:25.965           | 18   | 1      |
| 16  | 53  | Redamo Assirelli      | Yamaha       | 17     | +1 ronde            | 24   |        |
| 17  | 57  | Stavros Stavroulakis  | Ducati       | 17     | +1 ronde            | 28   |        |
| NC  | 40  | Giuliano Sartoni      | Ducati       | 13     | +5 ronden           | 32   |        |
| DNF | 15  | Igor Jerman           | Kawasaki     | 13     | Ongeluk             | 15   |        |
| DNF | 19  | Lucio Pedercini       | Ducati       | 13     | Uitgevallen         | 17   |        |
| DNF | 54  | Giovanni Bussei       | Suzuki       | 8      | Ongeluk             | 21   |        |
| DNF | 111 | Aaron Slight          | Honda        | 7      | Uitgevallen         | 9    |        |
| DNF | 27  | Frédéric Protat       | Ducati       | 6      | Uitgevallen         | 19   |        |
| DNF | 33  | Robert Ulm            | Kawasaki     | 2      | Ongeluk             | 16   |        |
| DNF | 23  | Jiří Mrkývka          | Ducati       | 2      | Ongeluk             | 30   |        |
| DNF | 26  | Jean-Pierre Jeandat   | Honda        | 2      | Uitgevallen         | 23   |        |
| DNF | 64  | Kirk McCarthy         | Suzuki       | 0      | Ongeluk             | 22   |        |
| DNF | 49  | Paolo Blora           | Ducati       | 0      | Uitgevallen         | 25   |        |
| DNF | 58  | Christian Monsch      | Honda        | 0      | Uitgevallen         | 31   |        |
| DNS | 20  | Doriano Romboni       | Ducati       | 0      | Niet gestart        | 4    |        |
| DNS | 24  | Vladimír Karban       | Suzuki       | 0      | Niet gestart        | 26   |        |
| DNS | 59  | Paolo Malvini         | Ducati       | 0      | Niet gestart        | 29   |        |
| DNQ | 18  | Carlos Macias Perdomo | Ducati       | 0      | Niet gekwalificeerd |      |        |

## Supersport
| Pos | Nr | Rijder                | Constructeur | Rondes | Tijd                | Grid | Punten |
| --- | -- | --------------------- | ------------ | ------ | ------------------- | ---- | ------ |
| 1   | 8  | Wilco Zeelenberg      | Yamaha       | 16     | 30:31.260           | 3    | 25     |
| 2   | 23 | Rubén Xaus            | Yamaha       | 16     | +0.016              | 6    | 20     |
| 3   | 7  | Piergiorgio Bontempi  | Yamaha       | 16     | +0.064              | 1    | 16     |
| 4   | 5  | Massimo Meregalli     | Yamaha       | 16     | +0.118              | 2    | 13     |
| 5   | 1  | Fabrizio Pirovano     | Suzuki       | 16     | +0.200              | 8    | 11     |
| 6   | 25 | William Costes        | Honda        | 16     | +0.663              | 4    | 10     |
| 7   | 6  | Cristiano Migliorati  | Suzuki       | 16     | +1.629              | 9    | 9      |
| 8   | 34 | Yves Briguet          | Suzuki       | 16     | +3.482              | 7    | 8      |
| 9   | 52 | James Toseland        | Honda        | 16     | +10.207             | 11   | 7      |
| 10  | 17 | Pere Riba             | Honda        | 16     | +10.219             | 13   | 6      |
| 11  | 22 | Christian Kellner     | Yamaha       | 16     | +10.365             | 23   | 5      |
| 12  | 3  | Stéphane Chambon      | Suzuki       | 16     | +10.421             | 14   | 4      |
| 13  | 31 | Vittorio Iannuzzo     | Yamaha       | 16     | +11.669             | 25   | 3      |
| 14  | 43 | Norino Brignola       | Bimota       | 16     | +12.686             | 15   | 2      |
| 15  | 32 | José David de Gea     | Honda        | 16     | +13.688             | 10   | 1      |
| 16  | 19 | Walter Tortoroglio    | Suzuki       | 16     | +14.015             | 20   |        |
| 17  | 20 | Werner Daemen         | Yamaha       | 16     | +30.015             | 29   |        |
| 18  | 26 | Roberto Teneggi       | Ducati       | 16     | +30.020             | 24   |        |
| 19  | 30 | Giuseppe Fiorillo     | Suzuki       | 16     | +33.617             | 30   |        |
| 20  | 46 | Mauro Sanchini        | Ducati       | 16     | +34.921             | 35   |        |
| 21  | 57 | Fabio Carpani         | Ducati       | 16     | +47.294             | 32   |        |
| 22  | 66 | Igor Antonelli        | Yamaha       | 16     | +47.427             | 28   |        |
| 23  | 87 | Tripp Nobles          | Honda        | 16     | +1:15.425           | 34   |        |
| 24  | 37 | Marco Borciani        | Honda        | 16     | +1:42.623           | 36   |        |
| DNF | 27 | Roberto Panichi       | Bimota       | 15     | Ongeluk             | 22   |        |
| DNF | 29 | Davide Bulega         | Ducati       | 12     | Uitgevallen         | 31   |        |
| DNF | 21 | Jörg Teuchert         | Yamaha       | 7      | Uitgevallen         | 18   |        |
| DNF | 12 | Iain MacPherson       | Kawasaki     | 3      | Ongeluk             | 12   |        |
| DNF | 39 | David Muscat          | Ducati       | 2      | Ongeluk             | 27   |        |
| DNF | 24 | Francesco Monaco      | Ducati       | 1      | Ongeluk             | 26   |        |
| DNF | 33 | Luca Conforti         | Kawasaki     | 1      | Uitgevallen         | 17   |        |
| DNF | 4  | Paolo Casoli          | Ducati       | 0      | Ongeluk             | 5    |        |
| DNF | 18 | Camillo Mariottini    | Kawasaki     | 0      | Ongeluk             | 16   |        |
| DNF | 67 | Maurizio Prattichizzo | Yamaha       | 0      | Ongeluk             | 19   |        |
| DNF | 55 | Michele Malatesta     | Ducati       | 0      | Uitgevallen         | 21   |        |
| DNF | 42 | David Checa           | Ducati       | 0      | Ongeluk             | 37   |        |
| DNS | 35 | Christophe Cogan      | Yamaha       | 0      | Niet gestart        | 33   |        |
| DNQ | 89 | Rico Penzkofer        | Yamaha       | 0      | Niet gekwalificeerd |      |        |
| DNQ | 28 | David Vazquez         | Yamaha       | 0      | Niet gekwalificeerd |      |        |
| DNQ | 16 | Sébastien Charpentier | Honda        | 0      | Niet gekwalificeerd |      |        |
| DNQ | 64 | Giovanni Carnevale    | Suzuki       | 0      | Niet gekwalificeerd |      |        |
| DNQ | 88 | Scott Smart           | Suzuki       | 0      | Niet gekwalificeerd |      |        |
| DNQ | 62 | Ivo Bellezza          | Ducati       | 0      | Niet gekwalificeerd |      |        |
| DNQ | 48 | Felisberto Teixeira   | Honda        | 0      | Niet gekwalificeerd |      |        |
| DNQ | 65 | Alberto Vitellaro     | Yamaha       | 0      | Niet gekwalificeerd |      |        |

## Tussenstanden na wedstrijd

### Superbike
| Pos | Nr  | Rijder         | Team     | Punten |
| --- | --- | -------------- | -------- | ------ |
| 1   | 1   | Carl Fogarty   | Ducati   | 217    |
| 2   | 5   | Colin Edwards  | Honda    | 162    |
| 3   | 11  | Troy Corser    | Ducati   | 157    |
| 4   | 4   | Akira Yanagawa | Kawasaki | 126    |
| 5   | 111 | Aaron Slight   | Honda    | 115    |

### Supersport
| Pos | Nr | Rijder               | Team     | Punten |
| --- | -- | -------------------- | -------- | ------ |
| 1   | 3  | Stéphane Chambon     | Suzuki   | 57     |
| 2   | 21 | Jörg Teuchert        | Yamaha   | 54     |
| 3   | 7  | Piergiorgio Bontempi | Yamaha   | 48     |
| 4   | 12 | Iain MacPherson      | Kawasaki | 41     |
| 5   | 25 | William Costes       | Honda    | 35     |

1990 · 1992 · 1993 · 1995 · 1996 · 1997 · 1998 · 1999 · 2000 · 2001 · 2002 · 2003 · 2004 · 2005 · 2006 · 2007 · 2008 · 2009 · 2010 · 2011 · 2012 · 2013